# Pidonia limbaticollis
Pidonia limbaticollis là một loài bọ cánh cứng trong họ Cerambycidae.